# Apocheima cottei
Apocheima cottei är en fjärilsart som beskrevs av Charles Oberthür 1982. Apocheima cottei ingår i släktet Apocheima och familjen mätare. Inga underarter finns listade i Catalogue of Life.